# Мемориальный комплекс на горе Вышка
Мемориальный комплекс на горе Вышка в городе Перми включает в себя следующие элементы:
1. памятник борцам революции 1905 года,
2. захоронение членов партии — участников революции,
3. здание музея-диорамы и экспозиция в здании Диорама «Декабрьское вооруженное восстание 1905 г. в Мотовилихе».

## Описание
Комплекс расположен на самой высокой точке города (58°02′28″ с. ш. 56°19′14″ в. д.).

### Памятник борцам революции
Памятник спроектирован и построен в 1920 году Василием Гомзиковым, чертёжником Мотовилихинского завода, участником первой русской революции.

### Захоронение участников революции
«У подножия памятника сделано 16 захоронений участников первой русской революции. Первые захоронения сделаны в 1929 г., последние в 1975 г.»

### Музей-диорама
Музей-диорама «Декабрьское вооруженное восстание 1905 г. в Мотовилихе» открыт 22 апреля 1970 года. Здание музея построено по проекту пермского архитектора К. Э. Куноффа. Реконструировано в 1987 году по проекту архитектора В. А. Кондаурова.
Главной достопримечательностью музея является живописное полотно (длина полотна 25 м, высота 6 м, ширина предметного плана в центре 5 м). Выполнено художниками студии военных художников им. М. Б. Грекова в 1970 году — народными художниками Е. И. Данилевским (также выполнил диораму для Осинского краеведческого музея в 1987 году — «Взятие Пугачёвым крепости Оса») и М. А. Ананьевым.

## История
«18 октября 1963 г. представителями трех поколений на горе Вышке был зажжён огонь Вечной Славы, доставленный от первой мартеновской печи Мотовилихинского завода. В 1973 г. к 250-летию г. Перми он был озвучен, написан реквием народным артистом СССР, героем Социалистического Труда, композитором Д. Б. Кабалевским.»